# Planespotting

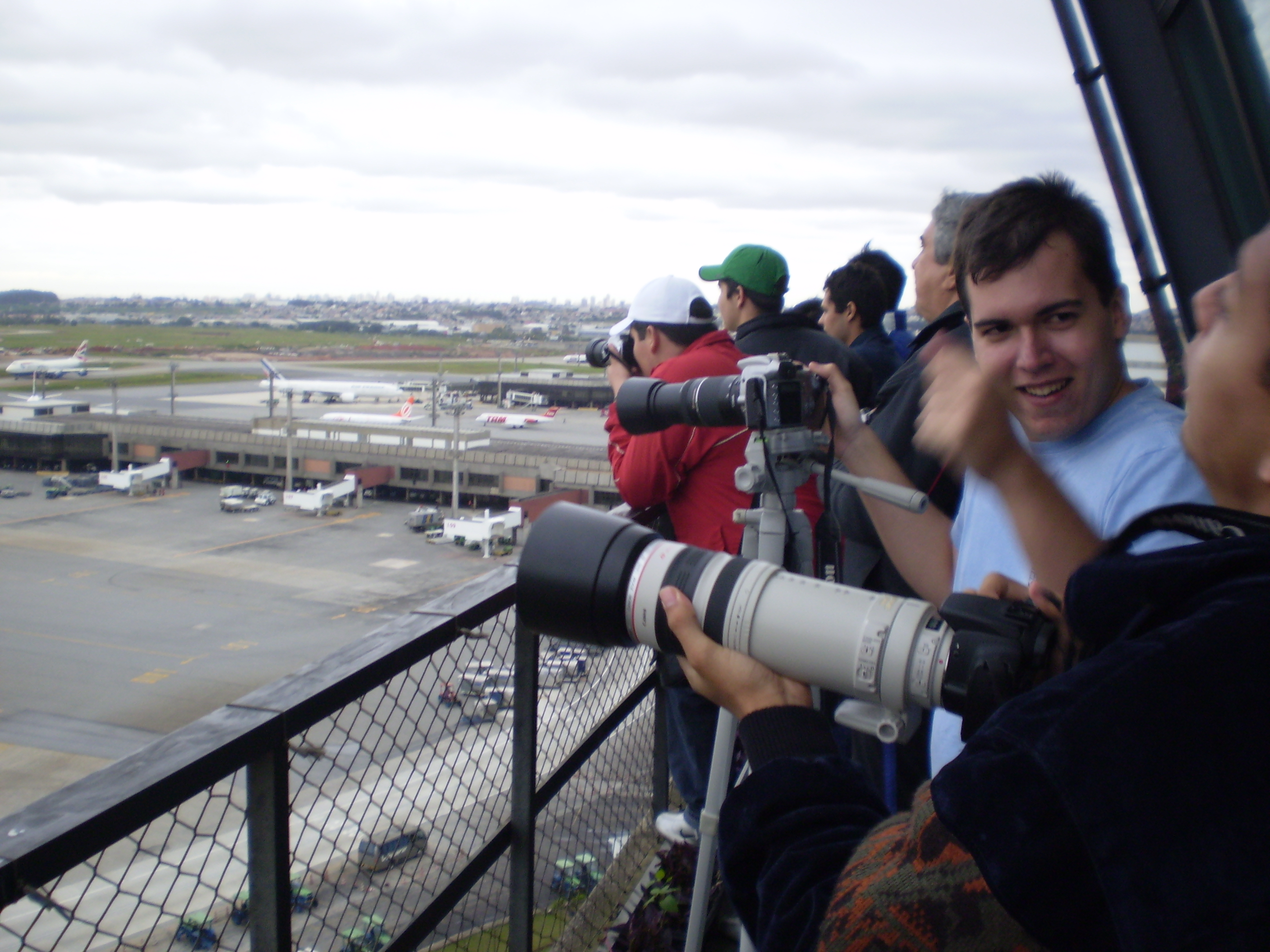
Spotterzy na lotnisku

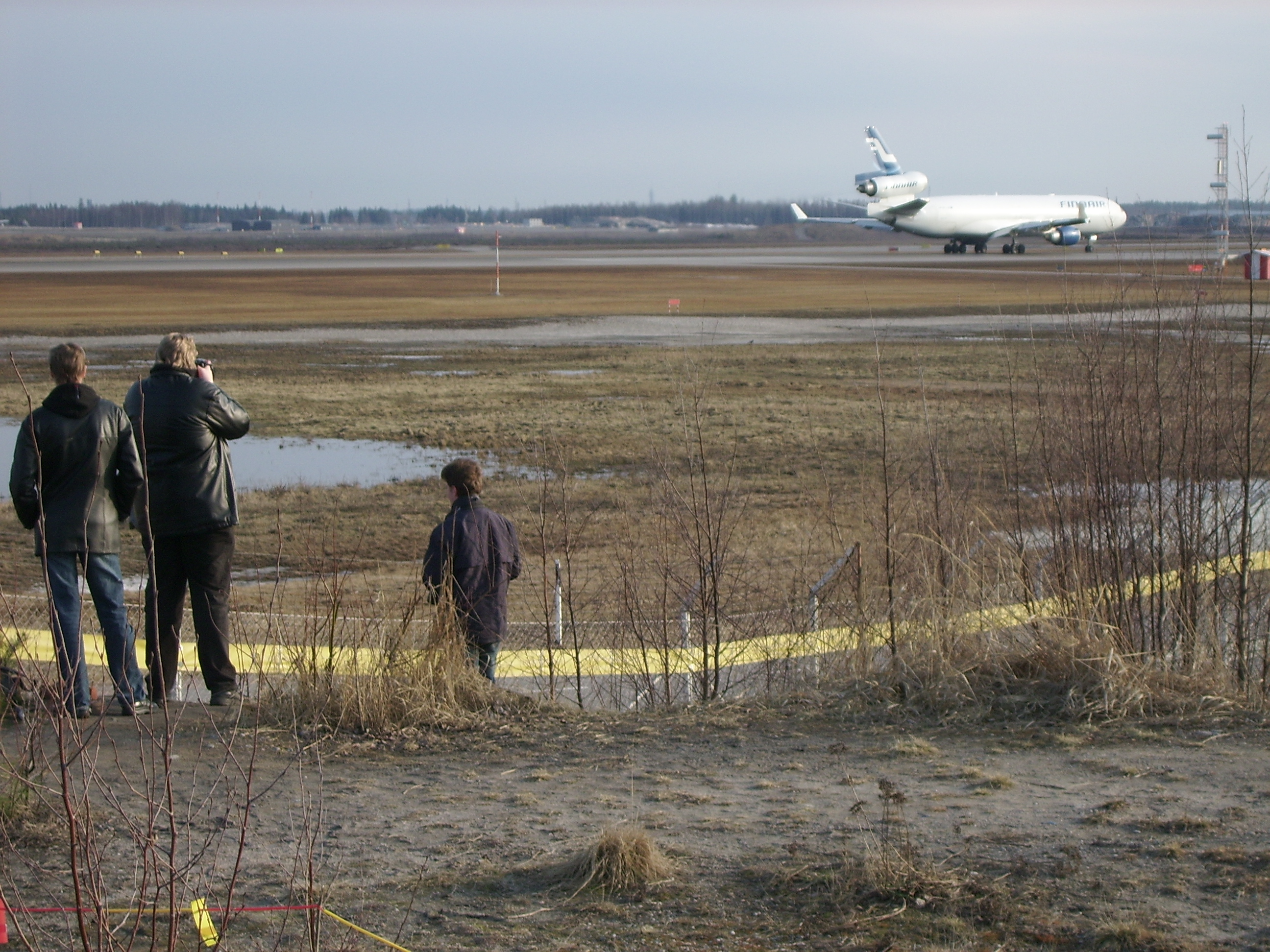
Spotterzy obserwujący samolot

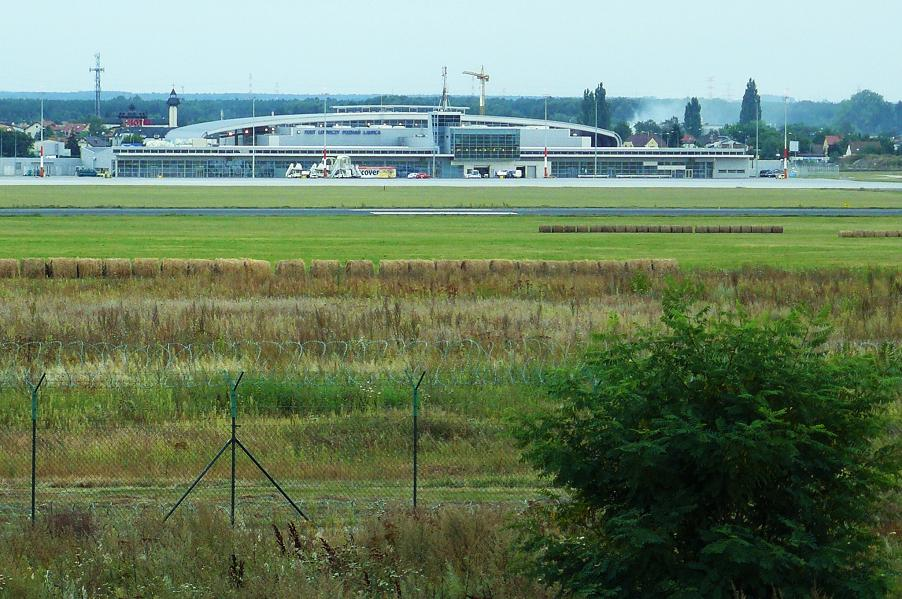
Widok ze Wzgórza Berlińskiego (będącego punktem widokowym wykorzystywanym przez spotterów) na lotnisko Ławica na Sytkowie w Poznaniu.

Planespotting (ang. plane – samolot, to spot – namierzać) – zajęcie podobne trainspottingowi, w którym jednak obiektem obserwacji są wszelkie statki powietrzne. 

## Charakterystyka
Amatorzy tego hobby najczęściej obserwują samoloty pasażerskie (okolice pasów startowych lotnisk cywilnych), bądź lotnictwa wojskowego (lotniska wojskowe). Fakt pojawienia się samolotu oraz jego typ i inne dane są przeważnie notowane. Co niektórzy hobbyści oprócz tego fotografują zauważone obiekty latające.
Istnieje też pojęcie RNAV Spotting, czyli robienia zdjęć zazwyczaj samolotom pasażerskim, ale też wojskowym na wysokości przelotowej tj. około 10 000 m. Aby móc robić takie zdjęcia, trzeba mieć bardzo dobry sprzęt optyczny typu luneta, teleskop połączone zazwyczaj z lustrzanką cyfrową, ale zdarzają się też połączenia ze zwykłym kompaktem.
Spotterzy dzielą się na grupy obserwujące samoloty wojskowe oraz cywilne. W większości przypadków organizują się w grupy związane z najbliższymi lotniskami. Nazwy grup tworzą od nazwy lotniska w nomenklaturze ICAO (Międzynarodowa Organizacja Lotnictwa Cywilnego).